# MTT Turbine Superbike
A MTT Turbine Superbike, muitas vezes denominada apenas como Superbike, mais conhecida como Y2K Turbine Superbike, é a segunda motocicleta do mundo com tração e motorização à turbina a jato, criada por Ted McIntyre da Marine Turbine Technologies Inc.
Relatórios da MTT Turbine SUPERBIKE apareceram logo em 1999, em uma edição de maio da revista Cafe Racer, mas o modelo de produção foi introduzido em 2000.
Alimentado por um motor turboeixo Allison Model 250, produzindo 238 kW (320 cv), a moto tem uma velocidade registrada de 227 mph (370 km / h), com um preço de E.U. $ 150.000 (E.U. $ 185.000 em 2004 ). É reconhecida pelo Guinness World Records como a motocicleta de produção "mais poderosa" e "A moto mais cara em produção." Ao contrário de algumas anteriores motocicletas do seu tipo, onde há um motor a jato enorme, dando impulso para empurrar a moto, o motor de turbina a este modelo gira a roda traseira através de uma caixa de duas velocidades por meio de um eixo de transmissão. Diz-se que a equitação da motocicleta seja um pouco complicada devido ao atraso inerente da aceleração no motor, quando deixa fora do acelerador e comprimento extremo do chassi.
Os motores de turbina utilizados nas motos são de segunda mão, tendo sido retirados de helicópteros Bell 206 antigos e atingido o prazo máximo da FAA em funcionamento, após o qual eles têm de ser totalmente reconstruídos, independentemente de suas condições. A MTT pode comprar estes motores por um preço muito menor do que motores novos, e usá-los em veículos terrestres sem a necessidade de aprovação da FAA. Para contornar o problema da aquisição do querosene de aviação normalmente usado em motores a turbina, o sistema de combustão do motor foi modificado, tornando-o capaz de usar diesel, querosene comum, ou até mesmo combustível de jato.
Além do motor, existem outras inovações incorporadas a esta moto, como o detector de radar com codificador de laser, montado na traseira da câmera com visor LCD, e um assento de passageiro opcional.
Ao contrário de outras motos contemporânea (como a Suzuki Hayabusa), de 2001 e mais tarde os modelos da MTT Turbine SUPERBIKE não têm a 300 km/h de velocidade limitando governadores auto-impostos pelos fabricantes japoneses.
Em 2008, a MTT lançou o modelo 420RR Streetfighter, outra motocicleta com motor turboeixo com 420 cavalos mais poderosos (310 kW) que sua antecessora.